# همسایه‌ات را فقیر کن
در علم اقتصاد همسایه‌ات را فقیر کن (انگلیسی: Beggar thy neighbour) یک استراتژی یا سیاست اقتصادی است که در آن یک کشور برای حل مشکلات اقتصادی خود، منجر به تضعیف اقتصاد کشورهای دیگر مخصوصا کشورهای همسایه می‌شود.
این استراتژی و همچنین استراتژی مشابه آن رقابت تا آخرین نفس به وضعیتی اقتصادی اشاره می‌کنند که در آن افراد (یا موجودیت‌های فردی مثل یک کشور، یک نهاد، یک شرکت و …) برای رفع بحران‌های خویش یا بیشینه‌سازی سود خود، بقیه افراد را تخریب می‌کند. اما (مانند دوراهی زندانی‌ها در نظریه بازی. در یک موقعیت که بازی مجموع ۰ نیست) با تخریب دیگران، در آخر تخریب آنها به بدتر شدن وضعیت خود می‌انجامد.
مثال این استراتژی به زبان یوهان رابینسون آمریکا و دیگر اقتصادهای بزرگ در طی رکود بزرگ (بحران دهه ۱۹۳۰) می‌باشد.